# Ningbo Open 2012
Die Ningbo Open 2012 waren ein Tennisturnier der ATP Challenger Tour 2012 für Herren und ein Tennisturnier des ITF Women’s Circuit 2012 für Damen in Ningbo. Sie fanden zeitgleich vom 10. bis 16. September 2012 statt.